# アメリカ横断 我ら夫婦ふたり旅
『アメリカ横断 我ら夫婦ふたり旅』は、山本ありによる日本の漫画。夫を運転手兼相棒として誘い、二人でアメリカを西から東へ横断。

## 登場人物

### 主要人物
心配性だが体力と胃腸はほぼ丈夫で、大陸を肌で味わいたい作者と夫は、各々の思惑から一致してアメリカ旅行へ。
山本あり
主人公にして作者。昔見たテレビで見たアメリカ大陸を感じたいと、横断したいという野望があるゆえ、夫を誘い夫婦で行くことにした。
運転は得意ではないが（それゆえに夫に依存）、英語は日常会話なら可能。「無理せず、荷物は少なめに」がモットー。現地の食べ物が楽しみでもある。
ヨウさん
ありの夫。運転は出来るが英語は読解力のみできる。「アメリカ横断したいけどアクセスの問題もあるし、でも車の運転が心配」というありに誘われる。インドア派だが、アメリカの聖地巡礼（ロケ地巡り）がしたいのもあって同行。「事故、怪我せず太らない」がモットー。ビール好きだが運転するので一晩一本と自制している。職業は会社員。

### ロスアンゼルス⇒ツーソン
山本夫婦が前半戦で、レンタカー移動したルート。
ロスアンゼルス空港のグランドスタッフ
山本夫婦がロスアンゼルス（以降、ＬＡ）に到着早々、他の人にバゲージを間違えられてしまうトラブルに遭遇。空港スタッフが「今夜の宿、間に合わなければ明日（あなたたちが）到着予定のラスベガスの宿によこさせる」というのでレンタカーでプロ野球場、ＬＡカウンティ美術館（ＬＡＣＭＡ）を訪問して、夕食を取ってから初日の投宿先「スーパー８」へ。
ＬＡ「スーパー８」（ホテル）のスタッフ
チェックイン時はバゲージは届いていなかったが、日付変更の24時に到着したことをありに知らせた。
チャイニーズシアター付近の女性
ヨウがチャイニーズシアターのことを聞こうとするが、アクセントが良くなかったのか彼女が理解できなかった。見かねたありが言い直させると、やっと理解して案内してくれた。
バグダッドカフェの女店主
ＬＡ～ラスベガスのルート６６沿いにある、同名映画ロケ地にもなった店。一回の従業員であったおばさまが、店を残したいと店主を継いだ。
「カイエンタ・モニュメントバレーイン」の同宿客
ラスベガスの次に投宿した宿で、山本夫婦はビールを飲もうとしたら栓抜きを忘れたので、同宿の人に貸してもらった。代わりに日本から持ってきたお菓子をプレゼントした。
トニー
山本夫婦が予約したツアー「ロウアー・アンテロープ・キャニオン」の先住民（ナバホ族）ガイド。ツアーはややハードであったが、彼の案内とサービスぶりはよかった。

### ツーソン⇒ニューオーリンズ
ヨウの体力などを考慮して、この区間だけアムトラック（大陸列車）で移動。
アムトラック車掌
山本夫婦が乗車した「サンセット・リミテッド」に乗務したひげ眼鏡の中年男性。食堂車の時間案内をしてくれた。
強面おじさん、坊主眼鏡おじさん。
食堂車で山本夫婦と同席した男性二人、たまたま一人旅同志で乗り合わせた。よくアムトラックに乗るらしく、アメリカの事を色々教えてくれた。
「プリザベーションホール」の看板猫
ニューオーリンズでもジャズライブハウスの本場へ行こうと来店。ジャズを楽しむだけでなく、店にいた猫に癒された。

### ニューオーリンズ⇒キーウエスト
ニューオーリンズに癒されて体力回復して、後半戦でレンタカー移動。某テーマパークととある絶景橋狙いでフロリダ州を終点。
ニューオーリンズのレンタカースタッフ
次のレンタカーも国産車を期待したヨウであったが、廻されたのは外国車（日本以外、国籍不明）であった。
オカラ激安モーテル「Ｇ」の工事従業員男性
裏庭の工事をしていた。
マジックキングダムの女性スタッフ
夜のパレードを見に来た山本夫婦たちをライトセーバーで誘導してくれた。
マイアミシティインターチェンジ付近ガソリンスタンドの人々
トイレに困ったありにトイレを貸してくれた。ヨウはついでにこの店でガソリンを入れた。この店は強面の人が多かった。
幸運の猫
山本夫婦がキーウエストのヘミングウェイ邸宅「ザ・アーネスト・ヘミングウェイ・ホームアンドミュージアム」を訪問時、出会った6本指の猫。ヘミングウェイの飼い猫だった6本指「スノウホワイト」をヘミングウェイが「幸運の猫」と呼んでいたことから、スノウホワイトの子孫と思われる。

### その他
二人の日本での関係者。
ありのライター仲間
仕事でアメリカを車で移動する事が多いので、ありの「アメリカ横断」に対して、背中を押した。
「ＡＣＯシャツ」の女性
ありの知人。旅行中、一回もけんかしなかったのを聞いて驚いた。
ニケちゃま
山本夫婦の飼い猫だが、旅行中は母に預けていた。「プリザベーションホール」の猫で、ニケちゃまを思い出した。

## 書誌情報
- 山本あり 『アメリカ横断 我ら夫婦ふたり旅』 SHC、全1巻
  1. 2022年9月5日発行 ISBN 978-4-86311-264-3